# Il nostro prossimo
Il nostro prossimo è un film italiano del 1943 diretto da Gherardo Gherardi e Giuseppe Aldo Rossi, trasposizione della commedia teatrale di Alfredo Testoni.

## Trama
Don Egidio, un sacerdote di campagna altruista e generoso, ospita nella sua canonica Giorgio, un giovane aitante e scapestrato figlio di un suo amico. Ben presto arriva un gruppo di persone squattrinate che approfitta della benevolenza del curato per soggiornare a sue spese litigando perennemente e ordendo inganni e tresche a danno di altri. Quando don Luigi, aiutante di don Egidio, si accorge che Giorgio è innamorato della figlia del medico del paese, che per una promessa alla madre doveva andare in sposa a un possidente ricco ma a lei non gradito, si adopera per facilitare il matrimonio tra i due.
Il possidente allora si reca dall'arcivescovo e denuncia la situazione di degrado della canonica. L'alto prelato effettua un'ispezione proprio nel momento in cui si sta organizzando una festa di beneficenza; ordina lo sgombero e, dopo aver celebrato un secondo matrimonio tra la figlia di un impiegato e un calciatore e aver salutato don Luigi che parte per le missioni estere, improvvisamente giungono nella canonica altre persone sfollate per una frana avvenuta nel vicino paese. Don Egidio, ancora una volta, dovrà ospitarli.

## Produzione
Inizialmente, il ruolo di don Egidio doveva essere interpretato da Angelo Gandolfi, che però morì; fu scelto allora Antonio Gandusio.

## Distribuzione
Il film ottenne il visto di censura n. 31.870 del 4 marzo 1943 per una lunghezza di 2.562 metri Ebbe la prima proiezione pubblica il 26 febbraio 1943.